# Jasmine Villegas
Jasmine Marie Villegas (7 de diciembre de 1993), más conocida como Jasmine V, es una cantante estadounidense de R&B, pop, soul y dance. Es cantante, modelo, compositora y bailarina. Inició su carrera musical cuando tenía 11 años. Jasmine apoya la educación artística, la alfabetización de los niños, los fondos de ayuda ante desastres naturales, los derechos LGBT, las instituciones de beneficencia para niños enfermos y las instituciones para tratamiento de víctimas de abuso físico o moral. Dio a luz a su primera hija, Ameera Reign Hackett el 19 de febrero de 2016.

## Biografía

### 1993- 2005: Primeros años e inicio de su carrera
Jasmine Marie Villegas Vales nació el 7 de diciembre de 1993 en San José, California. Hija de Bernadette Vales de ascendencia filipina y Robert Villegas de ascendencia mexicana,. Tiene dos hermanos, uno mayor, Jream Andrew, y otro menor, Justin Villegas. Desde la edad de cuatro años Jasmine cantaba para su familia. Con su potente voz y definido vibrato siempre fue una sensación a donde quiera que fuese. A la edad de ocho años, Jasmine ganó un concurso de canto en Hawaiian Tropics en San José (California). 
A la edad de ocho años empezó a participar en concursos de su escuela. Bailando y cantando hacía gritar la multitud. Cantaba en concurso de karaoke, y ferias de su ciudad natal. Fue descubierta a los catorce años, cuando un chico la escuchó cantar una canción en español mientras caminaba por la calle. El chico quedó tan impresionado que la llevó a reunirse con un amigo suyo que estaba haciendo prácticas en Damon Dash Music Group. Este, a su vez, la llevó a cantar para Gabriella Mosci, que trabajaba para Damon Dash. Gabriella vio algo especial en ella y decidió convertirse en su mánager. Jasmine perfeccionó sus habilidades en la música y la actuación, dando lugar a sus primeros trabajos en el campo de la interpretación y el canto.
Jasmine asistió a la escuela hasta los once años cuando fue contratada por Gabriella. Desde que comenzó a viajar a los once años y en los últimos años, ha actuado en más de 60 shows dentro y fuera de las fronteras de los Estados Unidos. Esta joven artista ha colaborado con varias organizaciones sin fines lucrativos para niños, como Geffen Playhouse, Big Brother Big Sisters, Boys and Girls Club of America, Special Olympics, y Aspira Foster Care.
Villegas ha participado en varios anuncios de televisión como también en programas televisivos y vídeos musicales.

### 2006: Escalando a la fama
En 2006 terminó de filmar un piloto para House Broken de Disney, un spin-off de Hotel, Dulce Hotel: Las Aventuras de Zack y Cody de Disney. Jasmine también es buena amiga de Paige Hurd y Small Change. 
Recientemente ha sido contratada por Sony Music.
Por su carisma y alegría Jasmine fue solicitada en varios vídeos musicales, trabajando así con Lil Wayne y otros artistas, aunque solo fueron apariciones como extra.

### 2010: Aparición de Jasmine V
En 2010 participó en el vídeo 'Baby' de Justin Bieber , y poco después sacó su primer sencillo oficial llamado Serious ya que el primero (no oficial) fue I Own This (Vídeo eliminado en el 2012).
También tuvo una corta aparición en Eenie Meenie junto al mejor amigo de Bieber, Christiam Beadles desde el minuto 2:48.
En verano de 2010 , empezó a grabar canciones y se unió al My World Tour Junto con Justin Bieber y Sean Kingston. Invitada por Bieber quien aseguró que creía que era una chica talentosa y debía acompañarlo, empezaron los rumores de que Jasmine y Justin estaban saliendo, ya que se besaron en la parte trasera de un coche , pero los mánagers de ambos dijeron que era todo falso.
En enero de 2011 Justin Bieber dijo en una entrevista que si la estaba besando y que en ese entonces salían. Justin dijo: 
"Besé a una chica mitad mexicana y mitad filipina"
Tiempo después Jasmine declaró en una entrevista con ClevverTV: 
"Si salí con él, pero estábamos muy jóvenes para hacerlo tan serio. Lo mantuvimos en secreto porque no era una relación potencial, por lo que no valía la pena herir a sus fans contando que estábamos juntos. Al final rompimos porque nos sentíamos mejor como amigos"

### 2011: S(he) Be(lie)ve(d)
En 2011 publicó su videoclip y sencillo All These Boys el 14 de febrero en el canal VEVO, este vídeo llamó la atención pues Jasmine mostró su calidad de bailarina junto a su amigo Alfredo Flores. Jealous fue lanzado el 12 de mayo con la compañía de su exnovio Jinsu López y su mejor amiga Jazzy Mejia. Le siguió Werk que fue lanzado el 18 de julio; esta canción es uno de los sencillos que Jasmine siempre canta en sus conciertos, y es uno de los más solicitados por sus fanes. El vídeo cuenta con coreografía de Twerk y Break-Dance y leves movimientos de Doggie, áreas en las que al parecer se ha desempeñado muy bien; sin contar que por primera vez aparece Kitty Fierce el alter ego de Villegas, la mala del vídeo, la diva de ambas. En verano, fue al Microsoft Store y cantó junto a su hermano Jdrew y su entonces novio, Jinsu. Cantó canciones nuevas como Just A Friend, (que después tuvo videoclip oficial, lanzado oficialmente el 13 de septiembre en su canal oficial "jasminevillegas" y con la cual despertó miles de rumores acerca de si iba o no dirigida hacía el adolescente Justin Bieber pues esté había asegurado que eran "Solo amigos" y Villegas canta "Si solo soy una amiga ¿Cómo es que sé como se sienten tus labios?") , Last Breath , This isn't love (Que también fue pensado que iba dirigida a Justin). En septiembre se estrenó el Mixtape S(he) Be(lie)ve(d). Cuando Jasmine cumplió dieciocho, estrenó el vídeo de Angel, un repaso de lo que ha pasado en su vida, con vídeos de cuando era pequeña, de cuando iba a estadios para cantar y otras anécdotas.

### 2012: Fama con Didn't Mean it
En 2012 , Jasmine sacó el videoclip y sencillo de Didn't Mean itque fue lanzado el 17 de julio y se esperaba que su álbum oficial fuera lanzado a finales de 2013, que al final no fue así. El vídeo de su nuevo sencillo se estrenó en MTV. 
Ese mismo día Jasmine pondrá canciones inéditas antiguas en su canal oficial, junto con un vídeo del pequeño Tour que hizo con una cadena de radio.
En su videoclip Didn't Mean It; trata sobre el maltrato que recibió de su exnovio Jinsu López. Se decía que su madre la maltrataba, tal y como lo dijo JDrew (hermano de Jasmine) en una canción titulada What Would You Do, aunque Jasmine nunca ha salido a afirmar o negar dicho rumor. Ese día Justin Bieber salió en su defensa.
Después de eso, Jasmine hizo varias entrevistas aconsejando a las chicas para que denuncien ese tipo de maltrato. Formó parte de organizaciones en contra del maltrato doméstico y se abrió paso en importantes fundaciones. Con esta campaña en contra de dicho maltrato se hizo a conocer más en Latinoamérica.
En septiembre de 2012 hace una gira en centros comerciales junto a una página web que está acompañada de Sony Music (Discográfica de Jasmine) y el canal Fox, la gira es llamada 'No Text On Board' cantando canciones ya sacadas y otras nuevas como Paint A Smile -esta la cantó en el canal de televisión de Fox en directo-. Con esta página web Jasmine lanzó el remix de "Just A Friend" que cuenta con tecnología digital, donde sus fanes pueden simular que salen a bailar con Jasmine o que ella les habla, Villegas ha sido la primera en utilizar este método en los vídeos, puedes utilizar esta aplicación en "JUSTAFRIEND.IE".

### 2013: Nuevos proyectos
El 22 de enero de 2013 se estrenó "Paint A Smile", la continuación de "Didn't Mean It", y su colección de JVBeanies (Los consigues en su página web). Este sencillo estuvo en el primer lugar en ITunes por una semana entera.
En mayo fue a España por un pequeño tour que llevó a cabo solo en Madrid, donde conoció a Wally López, un productor y DJ madrileño, quien encantado con ella pidió su colaboración para el tema "Now is the Time", que sería el tema de comercial de Pepsi. El vídeo fue lanzando el 11 de agosto y obtuvo excelentes críticas por parte de España, localizando el tema en el primer lugar por varias semanas en los 40 Principales.
En julio hizo una presentación en City Walk junto a otros artistas como Chris Brown entre otros.
Jasmine asistió a un evento de Latina Magazine donde volvió a ver a Becky G con la cual tiene planeado un Ft. para su nuevo álbum, en esta fiesta se consideró la idea de que Jasmine fuera la portada de febrero; Al final así fue, en compañía de la joven rapera Becky G
A finales de año, Jasmine declaró que su álbum sería lanzado en el 2014.

### 2014: Nuevo Álbum
Actualmente está grabando las canciones para su nuevo álbum, colaborando con productores que han trabajado con numerosos artistas. Se cree que tal vez en este álbum se haga oficial la canción que compuso en compañía del cantante Nick Jonas con quien fue involucrada sentimentalmente.
Después de su embarazo y luego su gran lanzamiento del Ep de that's me right there, lanzará el disco completo en una fecha que hasta el momento es desconocida.

## Vida personal
En 2010 estuvo relacionada con Justin Bieber, relación que confirmó la propia cantante en ClevverTeve. En esa misma entrevista confirmó que su relación terminó porque se veían mejor como amigos. En 2011 se le involucró sentimentalmente con el cantante Nick Jonas pero esto solo fue un rumor, ya que con quien verdaderamente salía era con el rapero Youth López, más conocido como Jinsu López, con quien terminó su relación en 2012.
El 2 de noviembre de 2015 anunció que estaba embarazada de su entonces prometido Ronnie Banks. Dio a luz a una niña, Ameera Reign Eloise, el 19 de febrero de 2016. Su segundo hijo y el primero con su actual pareja Omar Amir, nació el 17 de mayo de 2020 y fue llamado Zayne.

## Filmografía

### Apariciones televisivas
- That's So Raven de Disney.
- My Wife and Kids de Touchstone Pictures.
- Papel periódico en el programa The Nine de ABC.
- Threat Matrix.
- Spin-off de Hotel, Dulce Hotel: Las Aventuras de Zack y Cody de Disney.
- Piloto para House Broken de Disney.

Jasmine ha aparecido también en anuncios impresos para empresas como Target, Mary Kate and Ashley, American Girl, Levi's, Hilary Duff, Robinsons May, Macy's, Mervyns, Girl Scouts, Sparklets Drinking Water y Kohls, entre otros. También ha participado en numerosos anuncios publicitarios para marcas como Chevrolet, Kellogg's, Marshalls, McDonald's y Sprite.

## Discografía
| Álbumes de estudio - 2010: Natural - 2011: S(he) Be(lie)ve(d) - 2014: "That's Me Right There" EP - 2011: S(he) Be(lie)ve(d) | Sencillos - Serious - All These Boys - I Hate That I Love You - Hello - Masquerade - the breakup song - Jealous - Werk - Didn't Mean It - Just A Friend - Natural - Ángel - This isn't Love - So silly - Remember my name - Paint A Smile - Breathe Your Love" - Now is the time |